# Louvigné-du-Désert
Louvigné-du-Désert (bretonisch: Louvigneg-an-Dezerzh) ist eine französische Gemeinde mit 3.352 Einwohnern (Stand: 1. Januar 2022) im Département Ille-et-Vilaine in der Region Bretagne; sie gehört zum Arrondissement Fougères-Vitré und zum Kanton Fougères-2.

## Geographie
Die Gemeinde Louvigné-du-Désert liegt an den Grenzen zu den Départements Manche und Mayenne, 16 Kilometer nordnordöstlich von Fougères. Sie liegt am Nançon und wird im Westen vom Fluss Laif und im Osten vom Airon begrenzt.
Durch die Gemeinde führt die frühere Route nationale 177.

### Nachbargemeinden
Umgeben ist Louvigné-du-Désert von den Nachbargemeinden Saint-Brice-de-Landelles und Les Loges-Marchis im Norden, Landivy im Osten, La Bazouge-du-Désert und Landéan im Süden, Parigné und Villamée im Südwesten, Mellé im Westen und Monthault im Nordwesten.

## Bevölkerungsentwicklung
| Jahr          | 1962 | 1968 | 1975 | 1982 | 1990 | 1999 | 2006 | 2013 | 2020 |
| Einwohner     | 3880 | 3983 | 4298 | 4445 | 4260 | 4034 | 3834 | 3435 | 3335 |
| Quelle: INSEE |      |      |      |      |      |      |      |      |      |

## Gemeindepartnerschaften
Mit der deutschen Gemeinde Trendelburg in Hessen und der britischen Gemeinde Burnham-on-Sea in Somerset (England) bestehen Partnerschaften.

## Wirtschaft
Die Stadt hat ihren Ruf durch den Abbau von Granit (hellgrau oder Ocker je nach Lagerstätte) für die Bauwirtschaft aufgebaut. Er wird von den Stechern/piqueurs gehauen. Die bekannten Gehwege der Champs-Elysées in Paris sind mit Granit aus Louvigné gepflastert. Die Kultur der Steinverarbeitung und eine Berufsschule sind in der Gemeinde erhalten geblieben.
Das Radrennen Le Ruban granitier Breton („Das bretonische Band des Granits“) hat diese Kultur lange Zeit gewürdigt und die Stadt anderswo bekannt gemacht, bevor es in jüngerer Zeit zur Tour de Bretagne Cycliste – Trophée des Granitiers wurde.

## Sehenswürdigkeiten
- Kirche Saint-Martin, im 16. Jahrhundert errichtet, Chor aus dem 19. Jahrhundert
- Kapelle Saint-Jean
- Schloss Monthorin, im 17. Jahrhundert errichtet für Baron Gilles de Ruëllan, seit 1936 Monument historique
- Herrenhaus von Bas-Plessis aus dem 14. Jahrhundert
- Felsen von Saint-Guillaume (Mont Louvier), Erhebung mit 184 Metern. Der Legende nach soll sich ein Eremit, der heilige Guillaume Firmat, hierher zurückgezogen haben.

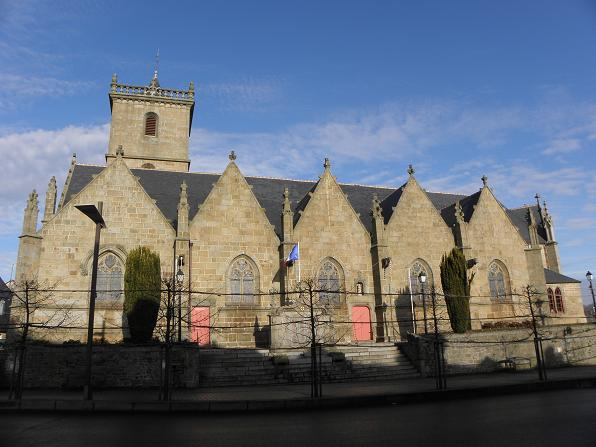
Kirche Saint-Martin
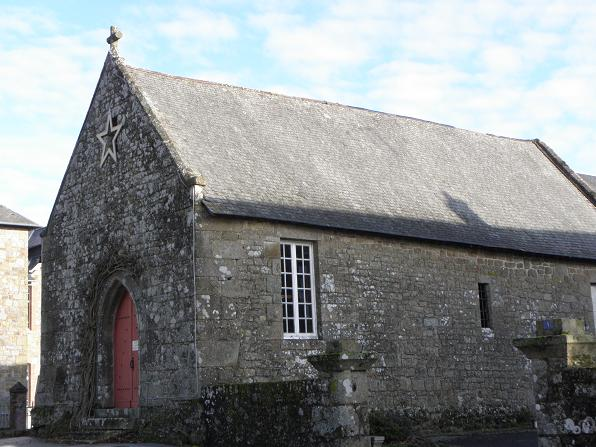
Kapelle Saint-Jean

## Persönlichkeiten
- Ferdinand Baston de La Riboisière (1790–1812), General der „Grande Armee“, Erbauer und Bewohner des Schlosses Monthorin in Louvigné-du-Désert. Eines der wichtigsten Krankenhäuser von Paris, trägt seinen Namen (Hôpital Lariboisière), Werk seiner Witwe. Seine Reiterstatue befindet sich in seiner Heimatstadt Fougères.